# أنتوني درينان
أنتوني درينان (بالإنجليزية: Anthony Drennan)‏ هو عازف قيثارة بريطاني، ولد في 1 نوفمبر 1958 في لوتن في المملكة المتحدة.

## وصلات خارجية
- أنتوني درينان على موقع IMDb (الإنجليزية)
- أنتوني درينان على موقع ميوزك برينز (الإنجليزية)
- أنتوني درينان على موقع ميوزك برينز (الإنجليزية)
- أنتوني درينان على موقع أول ميوزيك (الإنجليزية)
- أنتوني درينان على موقع ديسكوغز (الإنجليزية)
- أنتوني درينان على موقع قاعدة بيانات الفيلم (الإنجليزية)